# 法明頓 (加利福尼亞州)
法明頓（英語：Farmington）是位於美國加利福尼亞州聖華金縣的一個人口普查指定地區。

## 地理
法明頓的座標為37°55′47″N 120°59′58″W / 37.92972°N 120.99944°W，而該地最高點為海拔高度34米（即112英尺）。

## 人口
根據2010年美國人口普查的數據，法明頓的面積為6.584平方千米，均為陸地。當地共有人口207人，而人口密度為每平方千米31人。